# Мельники (Кировская область)
Мельники — деревня в Кикнурском районе Кировской области.

## География
Находится на расстоянии примерно 20 км по прямой на северо-запад от райцентра поселка  Кикнур.

## История
Известна с 1873 года починок Мельников, в котором отмечено дворов 4 и жителей 45, в 1905 28 и 175, в 1926 (уже деревня Мельники) 35 и 164, в 1950 16 и 50, в 1989 проживало 28 человек . В период 2006-2014 годов входила в Русскокраинское сельское поселение. С 2014 по январь 2020 года входила в Кикнурское сельское поселение до его упразднения. 

## Население
Постоянное население  составляло 11 человек (русские 100%) в 2002 году, 10 в 2010.